# ペルトン水車

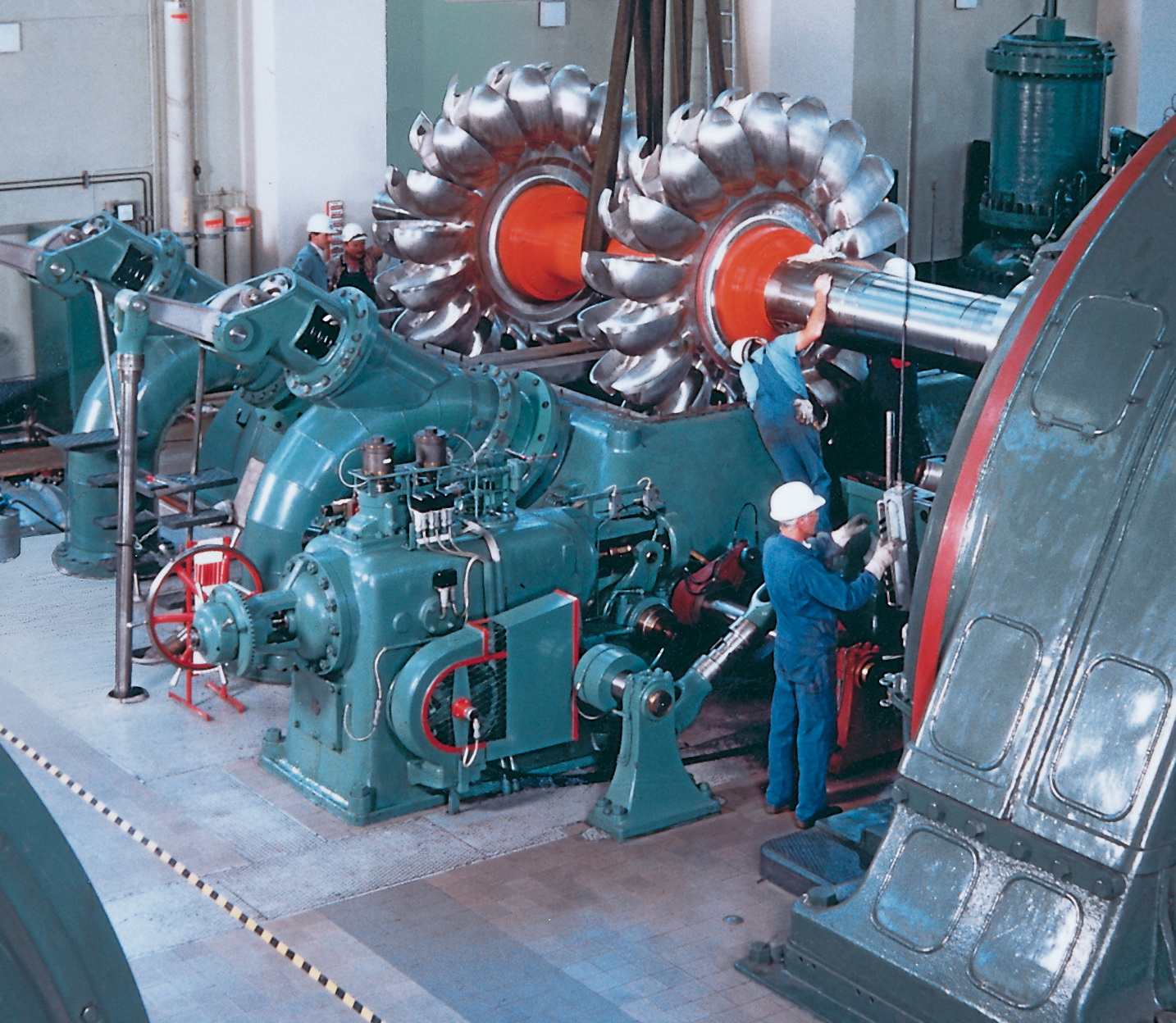
分解点検中の横軸ペルトン水車

ペルトン水車（ペルトンすいしゃ）は、水流の衝撃を利用した衝動水車、タービンの一種である。
羽根車に対して接線方向から水流を入射し、その衝撃を利用して回転する水車である。
効率が高く、発電用水車として用いられる。高い水圧を利用した高落差の水力発電に適している。

## 機構

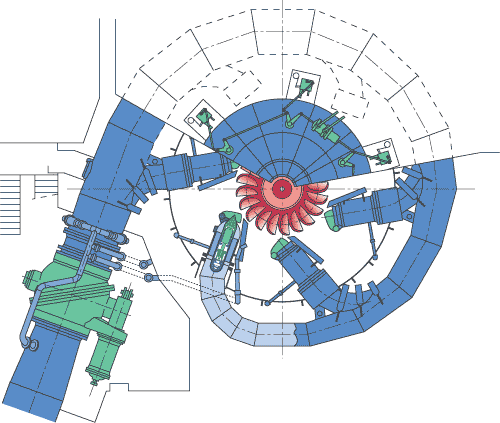
立軸単輪六射ペルトン水車 (VP-1R6N) : 上から見た図

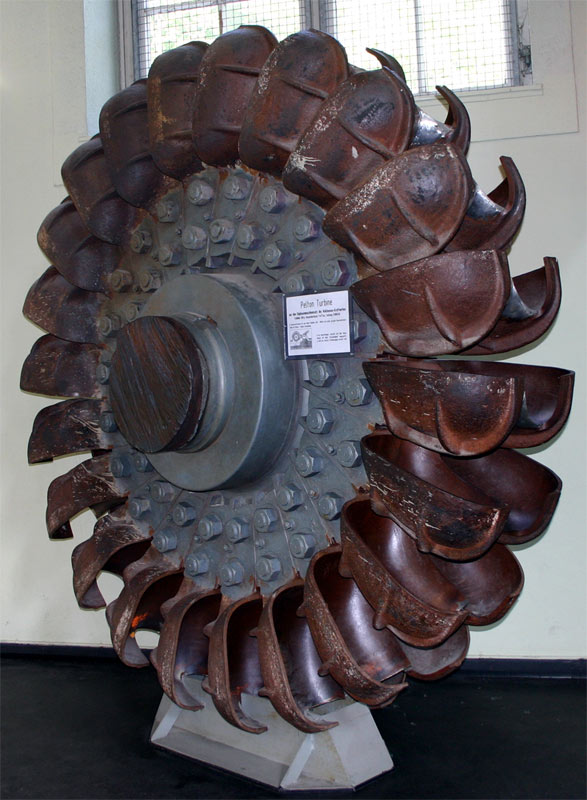
ペルトン水車ランナ（ドイツの水力発電所のもの）

### ランナ
ペルトン水車の羽根車、すなわちランナには、その円周上にスプーンのような形をしたバケットがいくつも装着されている。
バケットはノズルより放たれた流水を、反対方向に逃がしながらエネルギーを受け水車を回転させる。
バケット表面は水の抵抗を低減するため、特に滑らかに仕上げられている。
その中央には水流を二等分するための水切りが設けられており、左右均等に割り振りながら水車にかかる力が均一になるようにしている。
かつては円盤（ランナディスク）にバケットをひとつひとつ装着してランナを組み立てていた。回転中にバケットが脱落し、飛散する事故もまれに発生していた。現在ではバケットを含め一体成形されている。

### ノズル
ランナに向け水流を放つノズルは、横軸のものには1本-2本、立軸のものには複数本がランナの周囲を取り囲むように配置されている。

### ニードル弁
流量調整にはニードル弁が用いられる。
ニードル弁の先端部分（ニードルチップ）はキャビテーションによる壊食が発生しやすく、取り替え可能な構造としている。
また、各ノズルには水流を反らすためのデフレクタが備わっている。

### デフレクタ
発電機の負荷が事故などにより遮断されてしまうと、負荷を失ったランナは回転数が急速に上昇する。その際は速やかにランナに入射する水流を遮断することが必要であるが、ニードル弁による急速な流水遮断は水撃作用を催し大事故につながるおそれがある。
したがって、負荷遮断時にはノズルの直前にデフレクタをせり出すことで水流を他方へと反らし、その後ニードル弁を徐々に閉じるようにしている。

### ジェットブレーキ
ジェットブレーキは、ペルトン水車特有のブレーキである。
回転する水車ランナに対し、回転方向とは逆方向の回転力を与えることで、回転力を削ぐものである。
なお、水車が完全に停止する前にジェットブレーキの水流を遮断する必要がある。
ランナがジェットブレーキの水流によって、逆回転してしまうおそれがあるためである。

## 歴史

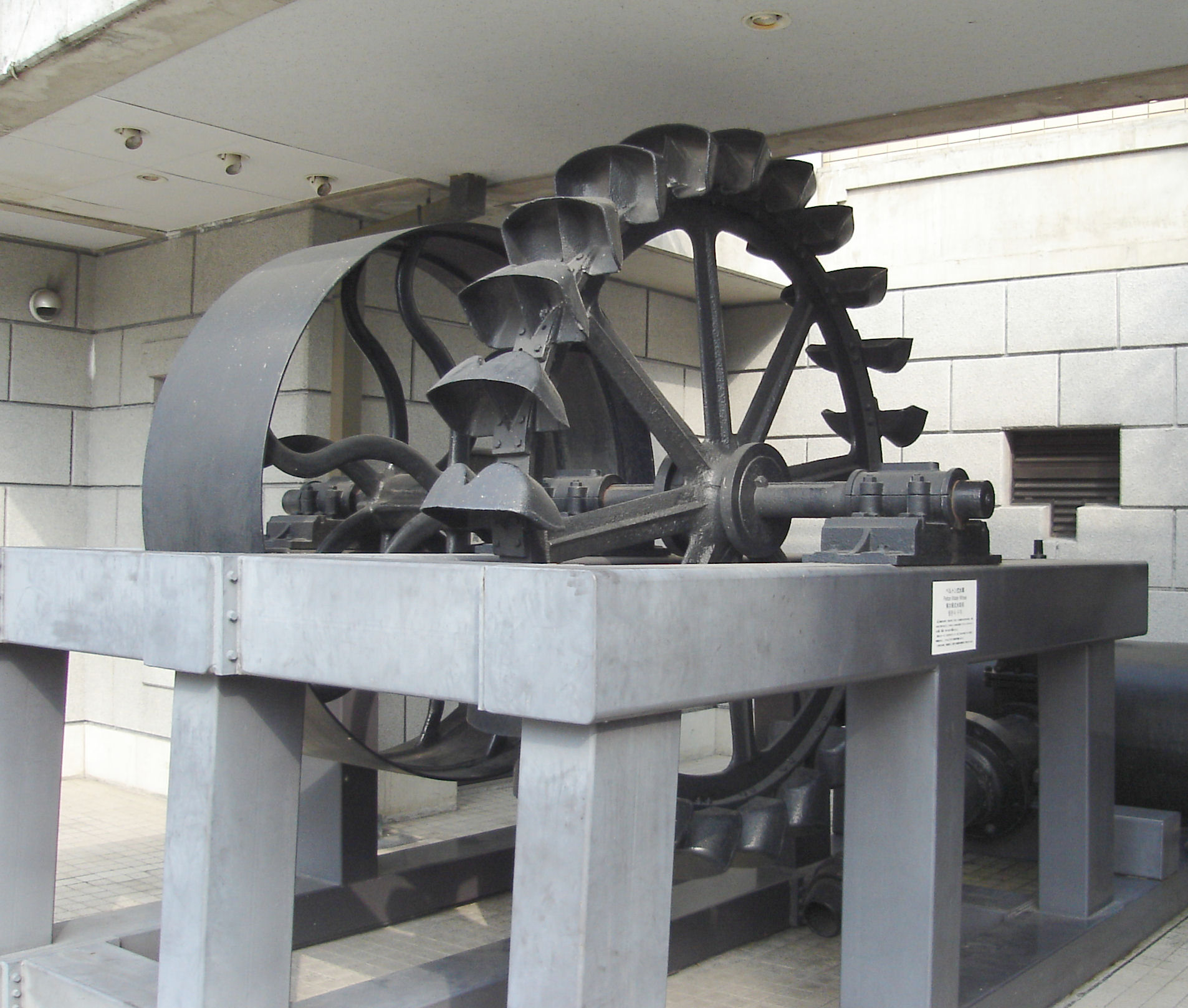
琵琶湖疏水を使って発電に使われたもの

ペルトン水車は、大工・機械技師であるレスター・アラン・ペルトンが1879年に発明し、1880年に最初の特許を取得した。
ペルトン水車という名称は彼の名にちなむ。
彼がどのようにこの着想を得たかについては、いくつかの逸話がある。
ひとつは牛が水を飲むとき鼻の穴で水が跳ね返ったようすを見て、というもの。
もうひとつは従来型の水車で水のノズルの調整不良のため水が水車のバケットの真ん中ではなく端に当たっており、正規の状態よりもかえって速度が上がっていることを発見したことからバケツを二組にするアイデアを得た、というものである。
その後、ペルトン水車は世界各地に広まった。日本においても、琵琶湖疏水を利用し国内初の営業運転を行った蹴上発電所や、黒部ダムを頂く黒部川第四発電所など、ペルトン水車を採用した水力発電所は数多い。
現在、新規に建設される水力発電所は大容量揚水発電所が主流となったが、ペルトン水車は小型化されマイクロ水力発電用原動機としてなお注目されている。

### 観光
- 琵琶湖疏水記念館（京都市上下水道局）
  - 蹴上発電所で使用されていたペルトン水車・発電機を展示している。
- 黒部ダム（関西電力）
  - 黒部川第四発電所で使用されているペルトン水車を同発電所内に展示している。